# Chlorophonia
Pour les articles homonymes, voir Organiste (oiseau).
Genre
Chlorophonia est un genre de passereaux comprenant cinq espèces de chlorophones, maintenant appelées organistes, comme les espèces du genre Euphonia.

## Liste des espèces
D'après la classification de référence (version 14.1, 2024) du Congrès ornithologique international (ordre phylogénique) :
- Chlorophonia elegantissima – Organiste à capuchon
- Chlorophonia musica – Organiste louis d'or
- Chlorophonia sclateri – Organiste de Porto Rico
- Chlorophonia flavifrons – Organiste des Petites Antilles
- Chlorophonia cyanocephala – Organiste doré
- Chlorophonia cyanea – Organiste à nuque bleue
- Chlorophonia pyrrhophrys – Organiste à ventre brun
- Chlorophonia flavirostris – Organiste à col jaune
- Chlorophonia occipitalis – Organiste à calotte bleue
- Chlorophonia callophrys – Organiste à sourcils jaunes